# Natalla Warakina
Natalla Siarhiejeuna Warakina (biał. Наталля Сяргееўна Варакіна; ur. 20 czerwca 2001) – białoruska zapaśniczka walcząca w stylu wolnym. Zajęła ósme miejsce na mistrzostwach świata w 2021. 
Brązowa medalistka mistrzostw Europy w 2025. Brązowa medalistka igrzysk olimpijskich młodzieży w 2018. Mistrzyni Europy U-23 w 2024. Trzecia na MŚ i ME kadetów w 2018 roku.